# Argippaiok
„Magas, járhatlan hegyek vágják el, és senki sem megy rajtok keresztül”

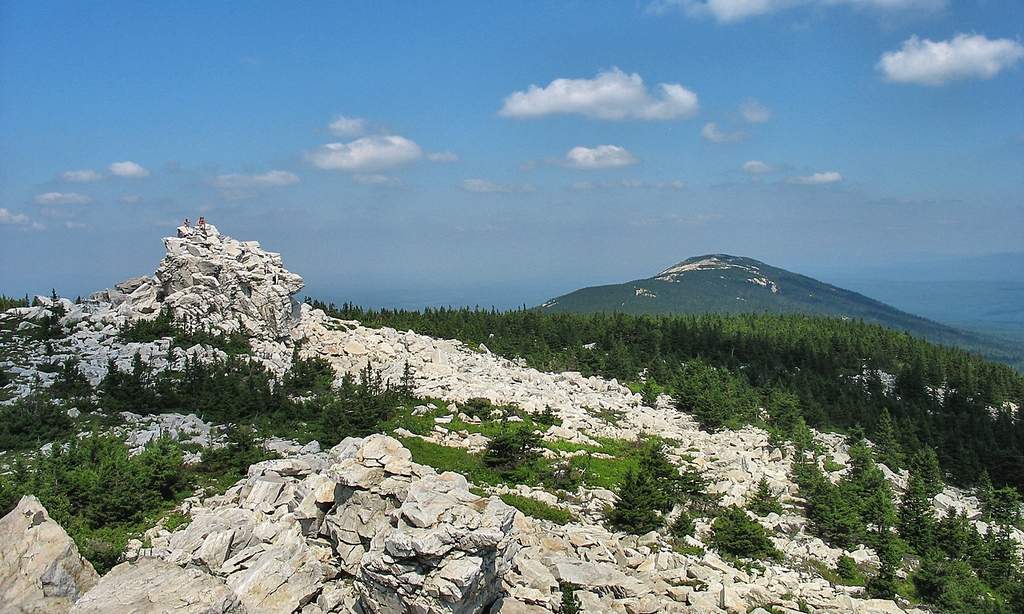
A Déli-Urál vonulatai„Magas, járhatlan hegyek vágják el, és senki sem megy rajtok keresztül”

Az ókori görög történetírók által lejegyzett argippaiok (Argippaioi: Ἀργιππαῖοι, Argimpaioi: Ἀργιμπαῖοι, Orgempaioi: Οργεμπαῖοι, Orgiempaioi: Οργιεμπαῖοι) – latin forrásokban aremphaei, arimphaei – kifejezés a Déli-Urál erdős vidékein élő nyugat-szibériai nép szkíta neve.
Magát a szóban forgó erdőlakó népesség aligha argippaioi stb. címmel illette. Megszólításuk szerfölött hasonlít a szkíták egyik istenségének, az Érdem megszemélyesítőjének nevéhez: Argimpasza: Αργιμπασα (Arippasza: Αριππασα, Artimpasza: Αρτιμπασα, Artimpaszan: Αρτιμπασαν, Exampaiosz: Εξαμπαιος, Igdampaiész: Ιγδαμπαιης). (Lásd: Szkíta istenségek.) S illik is hozzájuk a szkíták által rájuk aggatott cím, hiszen – Hérodotosz leírása szerint – békés természetük okán „szentnek” is nevezték őket.
Az argippaiok tőszomszédai voltak az Urál hegység keleti oldalán honos isszédok, távolabbi szomszédaik, az Altaj hegység vidékén élő arimaszpok, avagy aranyőrzők.

## Hérodotosz beszámolója
Nevezettek Hérodotosz jelentése szerint a pontikon nevű fa (zelnicemeggy) gyümölcsével, illetve a belőle kisajtolt sűrű, fekete lével stb. táplálkoztak. E nép fiai – mondja a jeles görög szerző – fa alatt laktak, s télen a fát betakarták nemezzel.
„A scytháknak ezen tartományaig az egész említett föld róna, és termékeny; de innen tul köves és durva. Átkelvén a durva földnek nagy területén, emberek laknak magas hegyek alján, a kikről mondják hogy születésüktől fogva mindnyájan kopaszok, ugy a hímek mint a nők, és piszeorruak s nagy állkapczájok van. Nyelvök különös, de scytha ruhát viselnek, s fákból élnek. A fának neve pedig, melyből táplálkoznak, Pontikon, s nagysága körülbelől olyan mint a fügefáé, s babhoz hasonló gyümölcsöt hoz, melynek kőmagva van. Miután ez megérik ruhákban keresztül szűrik s kifoly belőle vastag és fekete nedv; a kifolyónak neve pedig aschy. Ezt nyalogatják s tejjel keverve isszák; és seprejének vastagából gyurmákat csinálnak s ezekkel táplálkoznak, mert nincsen sok marhájok, minthogy ott nincsenek jó legelők. S mindegyik fa alatt lakik, télen ugyan, miután a fát betakarta sürü fejér nemezzel, nyáron pedig nemez nélkül. Ezeket senki sem bántja az emberek közöl, mert szenteknek mondják lenni. Semmiféle harczi fegyver sincs birtokukban. S részint ezek azok, kik szomszédaik viszályait kiegyenlitik, részint a ki ezekhez menekül, senkitől sem bántatik. Nevök pedig Argippäok.Ezen kopaszokig jól ismerjük a vidéket, valamint az azokon inneni népeket is. Mert a scythák a borysthenesi kikötőbeli, s más pontusi kereskedő Hellenek közől hozzájok érkeznek némelyek, kik által nem nehéz róluk értesülni. Valamennyien pedig hozzájok jönnek a scythák közől, hét tolmács által és hét nyelven közlekednek.Ezekig tehát ismeretes a föld. De azt, mi a kopaszokon tul van, senki sem tudja bizonyosan megmondani. Mert magas, járhatlan hegyek vágják el, és senki sem megy rajtok keresztül. Ezen kopaszok pedig azt mondják, mit én azonban nem hiszek, hogy ezen hegyeket kecskelábú emberek lakják, s átkelvén ezeken, más emberek, kik hat hónapig alusznak. De ezt egyáltalában el nem fogadom. Azt bizonyosan tudjuk hogy a kopaszoktól keletre eső részt az Issedónok lakják; de hogy mi legyen az északi szél felé akár a kopaszokon, akár az Issedónokon túl, azt nem tudjuk, kivéve a mit ezek magok mondanak.” – Hérodotosz, IV. könyv. 23–25. szakasz (Télfy János fordítása).
Valószínűleg mongoloidokról, nyugat-szibériai népről van e helyen szó, és nyilván borotvált fejűekről, nem pedig született kopaszokról.
Egyes török nyelvekben az aszkhü (ἄσχυ) szó törökös megfelelője ma is él, sőt a magyarban is jelen van jövevényként: acsari. E kifejezés tartalma, törökben és magyarban egyaránt: fanyar, keserű.